# Rolfe (motorfiets)
Rolfe is een Brits historisch merk van motorfietsen.
De bedrijfsnaam was Rolfe Mfg. Co. Ltd., Smethwick, Birmingham.
Dit bedrijf was gevestigd aan Bridge Street in Smethwick, maar het was genoemd naar Rolfe Street, die deze straat kruiste. Tussen 1911 en 1914 produceerde men hier motorfietsen met 3½ pk JAP-eencilindermotoren en 746 cc V-twins. De V-twins werden mogelijk bij Precision ingekocht. Er werd ook een prototype van een cyclecar (een lichte, goedkope auto met een motorfietsblok) ontwikkeld in 1913.